# Ioakim Samuilowitsch Kannegiesser
Ioakim Samuilowitsch Kannegiesser (russisch Иоаким Самуилович Каннегисер; * 1860 in Schytomyr; † 1930 in Paris) war ein russischer Verkehrsingenieur, Hochschullehrer und Unternehmer.

## Leben
Kannegiesser wurde in die Familie Mandelstam geboren. Seine Mutter Rosalija Emmanuilowna Mandelstam (1833–1905) war die Schwester des Augenarztes Max Jemiljanowitsch Mandelstam und des Literaturhistorikers Iossif Jemiljanowitsch Mandelstam. Der Vater Samuil Chaimowitsch Kannegiesser war Arzt, arbeitete ab 1862 im Schytomyrer Militärhospital und erhielt das erbliche Adelsprivileg (1883) und den Staatsrat-Rang (5. Rangklasse).
Kannegiesser besuchte das 1. Schytomyrer Gymnasium und studierte dann in Kiew an der Kaiserlichen Universität des Heiligen Wladimir in der mathematischen Abteilung mit Abschluss 1881. Sein weiteres Studium am St. Petersburger Institut der Verkehrsingenieure schloss er 1884 ab. Darauf arbeitete er beim Bau der Sibirischen Eisenbahn von Jekaterinburg nach Tjumen (1884–1885) und von Jekaterinburg nach Tscheljabinsk, Kurgan und Omsk (1886–1893) mit. 1894–1899 war Kannegiesser Privatdozent am St. Petersburger Institut der Verkehrsingenieure. Er hielt eine Vorlesung über Tunnelarbeiten und veröffentlichte zusammen mit Walerian Iwanowitsch Kurdjumow ein Lehrbuch dazu.

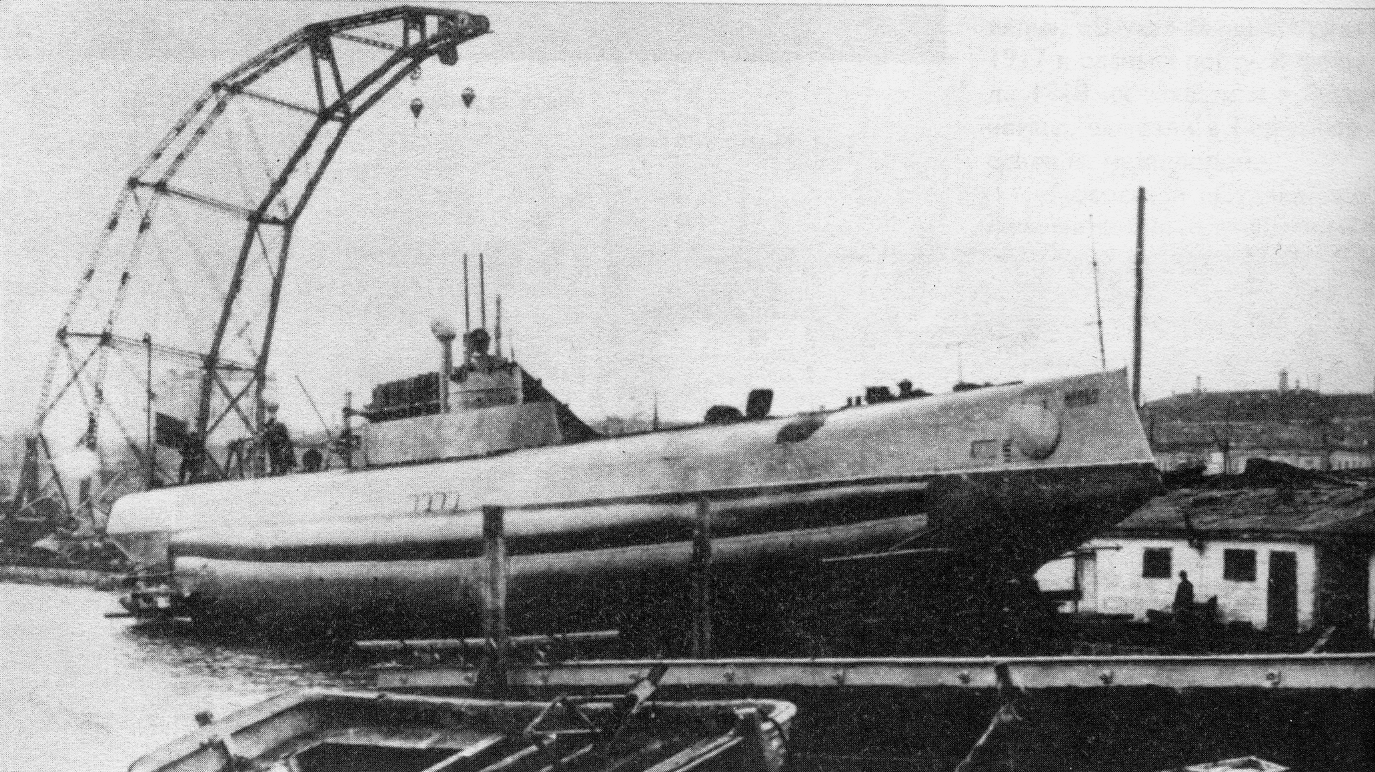
Krab (1909)

1895 wurde Kannegiesser Gesellschafter der Anonymen Gesellschaft der Schiffbau-, Maschinenbau- und Gießereifabriken in der Stadt Nikolajew. 1899–1907 war er Direktor der Nikolajewer Werft Naval, die die Schwarzmeerflotte versorgte. Er reorganisierte die Arbeitsorganisation, kürzte die Arbeitszeit an Sonnabenden und führte den eineinhalbfachen Lohn für Überstunden ein. Dazu verfasste er Monografien zur Arbeitsorganisation. Bereits 1900 wurde er zum Direktor und Geschäftsführer der Anonymen Gesellschaft gewählt (bis 1909). 1907 wurde er Verwaltungsdirektor der Gesellschaft der Nikolajewer Fabriken in St. Petersburg. 1910 führte er die Gesellschaft der Nikolajewer Fabriken und Werften. 1911 leitete er den Bau des ersten russischen Turbinenkreuzers Admiral Lasarew (später Kawkaz). Er leitete das Projekt für den Bau des ersten Unterwasserminenlegers der russischen Marine Krab (Krabbe) (1908–1912).
In Nikolajew betätigte sich Kannegiesser zusammen mit seiner Frau Rosa Lwowna geborene Saker (1863–1946, Ärztin aus Odessa) als Wohltäter. Mit Kannegiessers Namen waren unter anderem das Theater, eine Heilanstalt, ein Wasserturm und die Einführung der Straßenbahn verbunden. Mit anderen gründete er die Gesellschaft zur Förderung der höheren Bildung unter den Juden. 1913–1916 lebte in der Familie Kannegiesser der Sohn Nikolai (1891–1926) des Dichters Konstantin Dmitrijewitsch Balmont.
Während des Ersten Weltkriegs diente Kannegiesser als Berater der Kaiserlich Russische Marine. 1917 war er Mitglied des Präsidiums des Militärindustriekomitees bei der Provisorischen Regierung.
Nach dem Anschlag seines Sohnes Leonid Kannegiesser auf den Tscheka-Chef Moissei Solomonowitsch Urizki am 30. August 1918 wurde Kannegiesser zusammen mit seiner Frau und seiner Tochter Jelisaweta sofort verhaftet. Im Oktober 1918 wurde sein Sohn Leonid erschossen. Nach der Freilassung am 24. Dezember 1918 arbeitete Kannegiesser im Volkswirtschaftssowjet. 1921 wurde er erneut verhaftet. 1924 emigrierte er mit seiner Frau und seiner Tochter nach Paris. 1928 veröffentlichten er und seine Frau die erhaltenen Tagebuchaufzeichnungen und Gedichte ihres Sohnes Leonid. Kannegiessers Tochter Jelisaweta wurde 1942 aus Nizza deportiert und starb in Auschwitz.
Kannegiessers Vettern waren der Mediziner Alexander Gawrilowitsch Gurwitsch und der Chemiker Lew Gawrilowitsch Gurwitsch (1871–1926). Rachel Bluwstein war Kannegiessers Cousine. Leonid Isaakowitsch Mandelstam war Kannegiessers Vetter zweiten Grades.